# Грузинска съветска социалистическа република
Грузинската съветска социалистическа република или Грузинска ССР (на грузински: საქართველოს საბჭოთა სოციალისტური რესპუბლიკა; на руски: Грузинская советская социалистическая республика) е една от републиките на Съветския съюз. Съществувала от 30 декември 1922 година до 9 април 1991.
Грузинската ССР е образувана през 1920 г. От 12 март 1922 година до 5 декември 1936 е част от Закавказка съветска федеративна социалистическа република.
На 15 ноември 1990 година е переименувана на Грузинска република, която остава в състава на СССР до 1991 година.
В състава на Грузинската ССР влизат две автномни републики и една автономна област. След разпада на СССР в тези републики избухват кръвопролитни етнически конфликти, целящи независимост.
- Абхазка автономна съветска социалистическа република
- Аджраска автономна съветска социалистическа република
- Южно-Осетинска автономна област

## История

### Установяване
На 28 ноември 1917 г., след Октомврийската революция в Русия, е създаден Закавказки комисариат, начело с меншевиките в Тбилиси.
Грузинската съветска социалистическа република е създадена на 25 февруари 1921 г. На 2 март следващата година е приета първата конституция на Съветска Грузия.

### Закавказка федеративна република
От 12 март 1922 г. до 5 декември 1936 г. е част от Закавказката СФСР, заедно с Арменска ССР и Азербайджанска ССР. През 1936 г. ЗСФСР се разпада. През този период провинцията е управлявана от Лаврентий Берия, първи секретар на Грузинския централен комитет на Грузинската комунистическа партия. Съветското правителство принуждава Грузия да отстъпи някои области на Турция, Азербайджан, Армения и Русия.
След разпадането на ЗСФСР през 1936 г., Грузия става Грузинска социалистическа република.

### Втората световна война
Достигането до кавказките петролни полета е една от основните цели на Хитлер когато навлиза в СССР през юни 1941. Държавата допринася с около 700 000 бойци (350 000 жертви) на Червената армия и е била жизненоважен източник на текстил и муниции. През този период Сталин, сам роден в Грузия, заповядва депортирането на чеченци, ингуши, карачаевци и балкарци от Северен Кавказ; транспортирани са в Сибир и Централна Азия за предполагаемо сътрудничество с нацистите. Той премахва техните автономни ребулики. Грузинската ССР за кратко придобива някои от старите си територии до 1957 г.

### Следсталински период
На 9 март 1956 г. около стотина грузински студенти са убити, когато демонстрират несъгласието си към политиката на Никита Хрушчов за „десталинизирането“, последвано от критика от страна на цялата грузинска нация.
Програмата за децентрализацията, въведена от Хрушчов в средата на 1950-те години е използвана от офицери на ГКП, за да построят своя собствена регионална база на властта. Процъфтяваща псевдокапиталистическа икономика се появява, редом до официалната държавна. Докато официалният процент на растеж на икономиката на Грузия е сред най-ниските в СССР, такива показатели като притежание на кола, къща са сред най-високите в Съюза, правейки Грузия една от най-успешните съветски републики. Корупцията е на високо ниво. Сред всички съветски републики, Грузия има най-голям брой жители с висше или специално образование.
Въпреки че корупцията е почти непозната в Съветския съюз, тя става толкова разпространена в Грузия, че става срам за властите в Москва. Едуард Шеварднадзе, министър на вътрешните работи през 1964 – 1972, спечелва репутация на борец с корупцията и спомогнал за премахването на Васил Мжавандзе, първият секретар на ГКП.
Шеварднадзе се възкачва на поста на първи секретар с благословията на Москва. Той е ефективен и способен владетел на Грузия от 1972 до 1985, подобрява икономиката и освобождава стотици корумпирани служители.
Съветската власт и грузинският национализъм се сблъскват през 1978, когато Москва нарежда ревизията на конституционния статут на грузинския език като официален на страната. Поддавайки се на натиска от масовите улични демонстрации на 14 април 1978, Москва одобрява възстановяването на конституционната гаранция на Шеварднадзе. 14 април е установен като Ден на грузинския език.

### Край на Съветския период
На 28 октомври 1990 г. се провеждат демократични парламентарни избори, а на 15 ноември държавата е преименувана на „Република Грузия“. Обявява независимостта си на 9 април, 1991 г. Тя остава непризната от СССР до разпадането му през декември 1991. На 24 август 1995 се създава новата конституция и тогава името на страната става официално „Грузия“.